# Rosa-Luxemburg-Platz (Dresden)
Der Rosa-Luxemburg-Platz in Dresden ist der Vorplatz der Albertbrücke an der Neustädter Elbseite. Er ist Bestandteil des 26er Rings.

## Geographische Lage

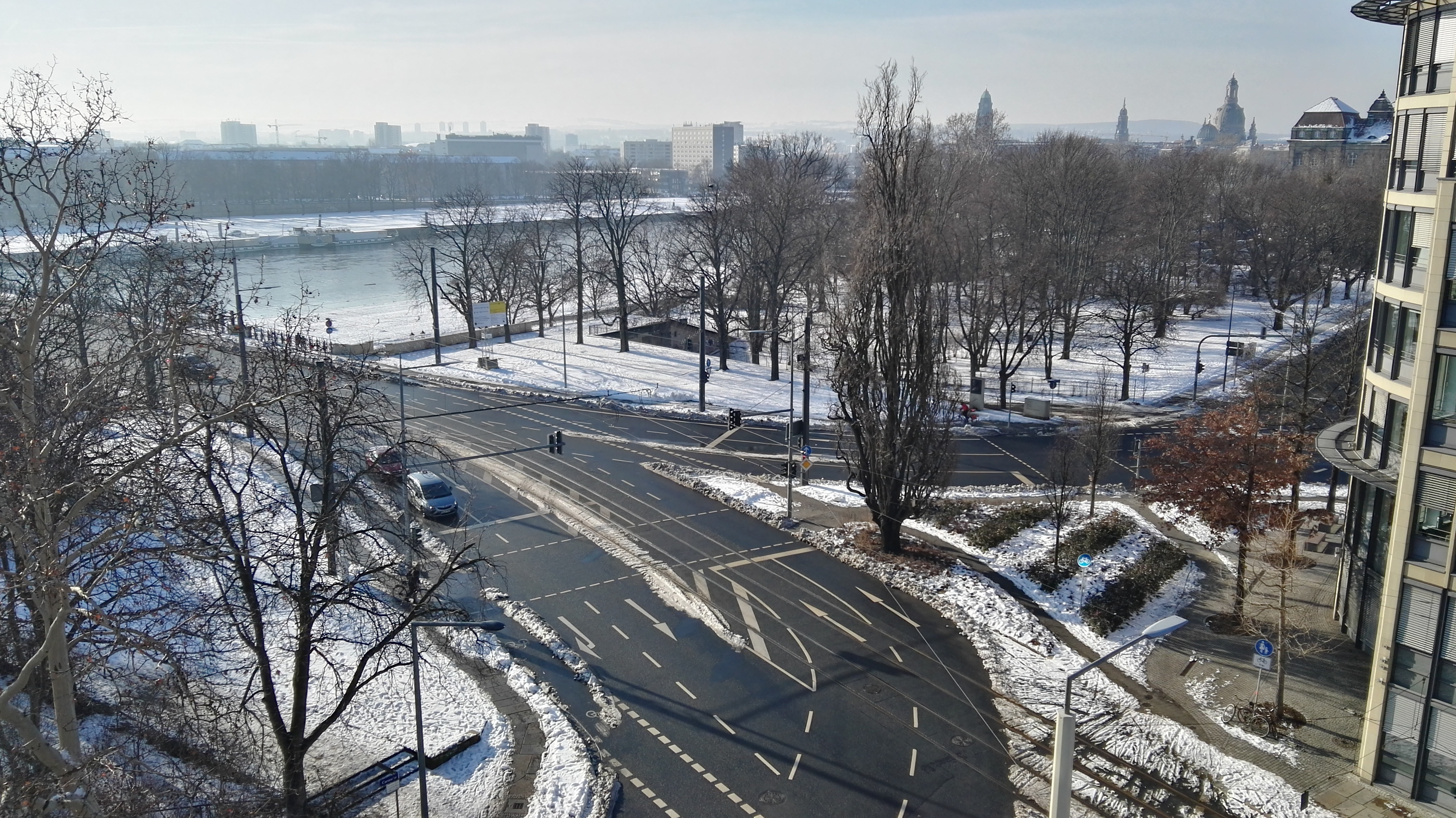
Blick über den Rosa-Luxemburg-Platz vom nordöstlichen Eckgebäude Carusufer/Hoyerswerdaer Straße (2019)

Am Rosa-Luxemburg-Platz trifft der elbnahe, jedoch hochwassersichere Straßenzug von Westen über die Wigardstraße (zum Carolaplatz) auf die Glacisstraße, die den Albertplatz mit der Albertbrücke verbindet. Von Osten kommt das Carusufer zum Rosa-Luxemburg-Platz und ist ebenfalls an die Albertbrücke und an die Hoyerswerdaer Straße angebunden, die für den motorisierten Individualverkehr als Einbahnstraße nur in nördlicher (vom Rosa-Luxemburg-Platz wegführender) Richtung zur Bautzner Straße befahrbar ist.
Über den Platz und die Albertbrücke verkehren die Straßenbahnlinien 6 und 13 zwischen der Neustadt (Haltestelle Bautzner/Rothenburger Str.) und der Johannstadt (Haltestelle Sachsenallee am Sachsenplatz). Die Haltestelle Rosa-Luxemburg-Platz befindet sich am südlichen Ende der Hoyerswerdaer Straße.
Am westlichen Rand des Platzes führt eine eingeschränkt nutzbare Straße zum Elbufer hinab, die den Platz mit dem Elberadweg verbindet und auch als Zufahrt der Transportfahrzeuge zu den Elbwiesen am Neustädter Elbufer und für die nahe gelegenen Filmnächte am Elbufer dient.
Östlich des Rosa-Luxemburg-Platzes liegt am Carusufer der Rosengarten, westlich schließt sich ein Wäldchen mit dem Staudengarten an.

## Geschichte
Mit der Verlegung des Militärs aus der befestigten Neustadt in die Albertstadt im letzten Drittel des 19. Jahrhunderts entstanden neue Bauplätze. Zugleich erfolgte eine Verkehrsverbesserung zwischen den beiden Elbseiten durch den Bau der Albert- und etwas später der Carolabrücke. Als Verlängerung der 1873 angelegten Kurfürstenstraße (heutige Hoyerswerdaer Straße) wurde 1877 der Kurfürstenplatz angelegt. Der Name diente der Erinnerung an die ehemaligen Kurfürsten von Sachsen.
Der Platz erhielt im Mai 1936, 20 Jahre nach der Skagerrakschlacht, den Namen Skagerrakplatz. Nach dem Zweiten Weltkrieg erfolgte noch 1945 die Umbenennung in Köbisplatz, Namensgeber war der wegen Meuterei hingerichtete kaiserliche Marinesoldat Albin Köbis. Das Carusufer hieß zu dieser Zeit Reichpietschufer nach Köbis Mitangeklagtem Max Reichpietsch.
In der Anfangszeit des Dresdner Straßenbahnverkehrs, als es zwei konkurrierende Gesellschaften gab, wurden Gleise durch die Glacis- als auch durch die Hoyerswerdaer Straße verlegt. Aus Materialmangel gab man im Januar 1948 die Strecke durch die Glacisstraße auf, ein Abzweig von der Bautzner in die Hoyerswerdaer Straße stellte die Verbindung auf einer nur unwesentlich längeren Strecke wieder her.

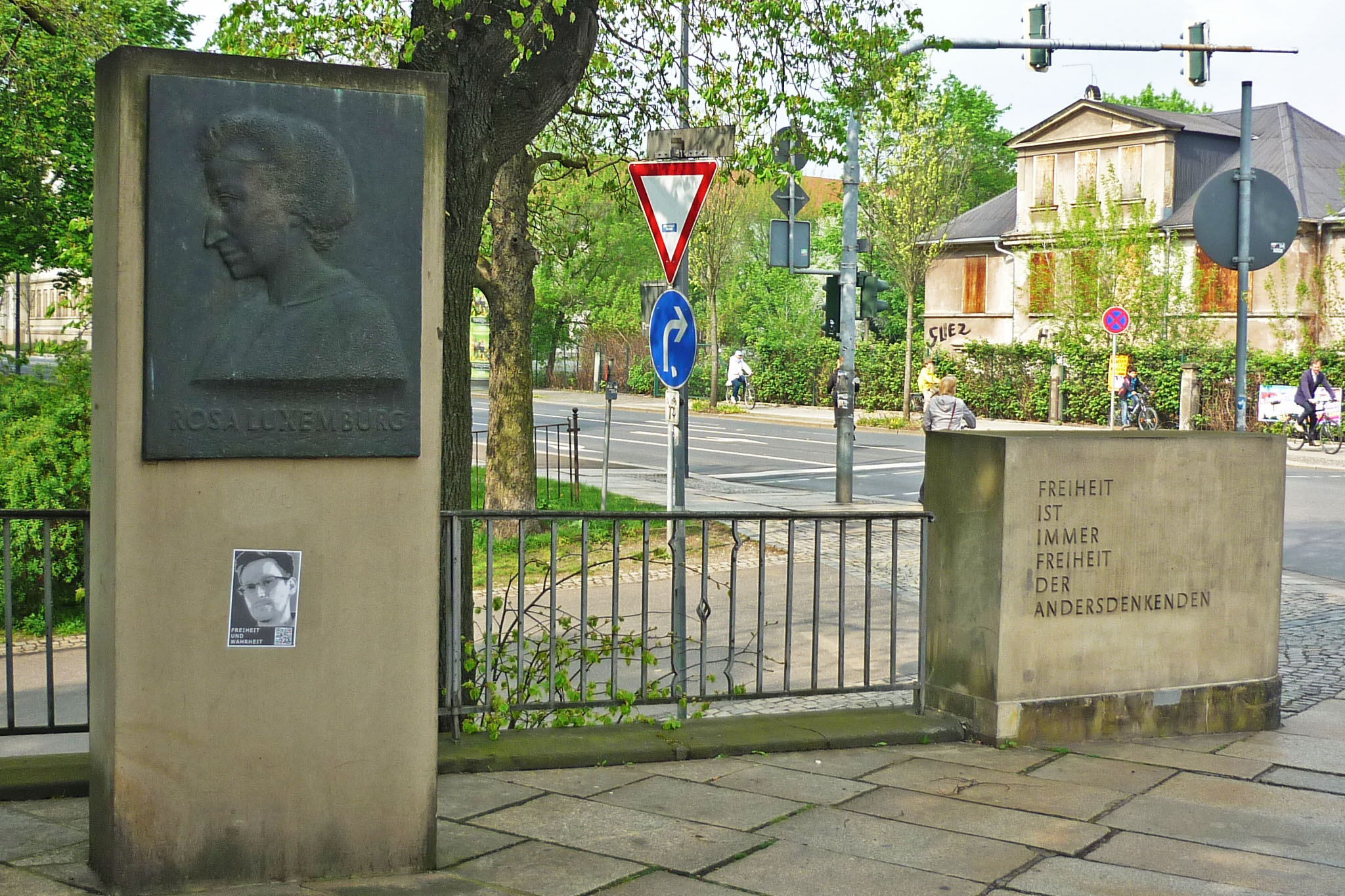
Denkmal für Rosa Luxemburg
Streetart: Im Jahr 2014 wurde ein auf Papier gedrucktes Bildnis Edward Snowdens angebracht. Kurz nachdem dieses abgerissen wurde, stand dort zu lesen: „Hier hing ein Held“.

Im Oktober 1991 erhielt der Platz von den Dresdner Stadtverordneten seinen heutigen Namen nach der kommunistischen Politikerin Rosa Luxemburg, die in Dresden unter anderem kurzzeitig als Chefredakteurin der Sächsischen Arbeiterzeitung tätig war, nachdem die bisherige Rosa-Luxemburg-Straße im Barockviertel Königstraße wieder ihren alten Namen Heinrichstraße erhielt. Am Übergang zur Albertbrücke wurde Luxemburg ein Denkmal gesetzt, etwa einen Meter davon entfernt ist ihr bekannter Satz „Freiheit ist immer Freiheit der Andersdenkenden“ in einen Geländerabschluss eingebracht.
Im Sommer 2014 begann die Umgestaltung des Platzes im Zuge der von Mai 2014 bis September 2016 laufenden Sanierung der Albertbrücke, um einen geeigneten Anschluss an die um 3,60 Meter verbreiterte Brücke zu schaffen. In diesem Zusammenhang entfiel die bisherige Straßenverbindung vom Carusufer zur Wigardstraße.